# Melanagromyza eriolepidis
Melanagromyza eriolepidis este o specie de muște din genul Melanagromyza, familia Agromyzidae, descrisă de Spencer în anul 1961.
Este endemică în Germania. Conform Catalogue of Life specia Melanagromyza eriolepidis nu are subspecii cunoscute.